# Rusthuis Sint-Elisabeth

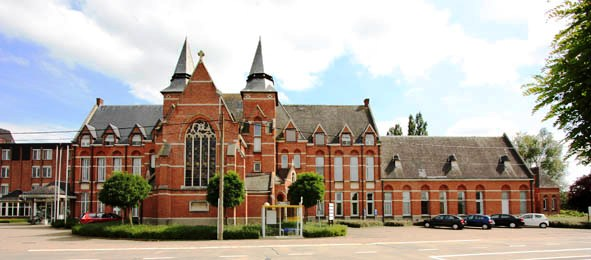
Rusthuis Sint-Elisabeth

Het Rusthuis Sint-Elisabeth is een rusthuis in de Antwerpse plaats Sint-Katelijne-Waver, gelegen aan de Wilsonstraat 28.
In 1900 werd Kasteel Fruytenborg bij testament aan het armenbestuur van Sint-Katelijne-Waver geschonken om te dienen als rusthuis voor bejaarden. Het kasteel werd echter verkocht en met de opbrengst werd in 1908 het bejaardentehuis opgericht.
Het is een neogotisch gebouwencomplex, ontworpen door Edward Careels. Centraal in het complex bevindt zich een neogotische kapel.
Tijdens de Eerste Wereldoorlog werd het complex gebruikt als veldlazaret en de kapel fungeerde als noodkerk.
In de jaren '10 van de 21e eeuw werd het complex verbouwd met behoud van de neogotische kapel. De bewoners van het rusthuis verhuisden in 2020 naar het nieuwe gebouw, nu Bosbeekhof genaamd.